# Comuna Pocola, Bihor
Pocola (în maghiară: Biharpokolos) este o comună în județul Bihor, Crișana, România, formată din satele Feneriș, Petrani, Pocola (reședința), Poietari și Sânmartin de Beiuș.

## Demografie
Componența etnică a comunei Pocola
     Români (95,91%)
     Alte etnii (0,65%)
     Necunoscută (3,44%)
Componența confesională a comunei Pocola
     Ortodocși (85,81%)
     Penticostali (3,87%)
     Greco-catolici (3,8%)
     Baptiști (1%)
     Alte religii (1,29%)
     Necunoscută (4,23%)
Conform recensământului efectuat în 2021, populația comunei Pocola se ridică la 1.395 de locuitori, în scădere față de recensământul anterior din 2011, când fuseseră înregistrați 1.571 de locuitori. Majoritatea locuitorilor sunt români (95,91%), iar pentru 3,44% nu se cunoaște apartenența etnică. Din punct de vedere confesional, majoritatea locuitorilor sunt ortodocși (85,81%), cu minorități de penticostali (3,87%), greco-catolici (3,8%) și baptiști (1%), iar pentru 4,23% nu se cunoaște apartenența confesională.

## Politică și administrație
Comuna Pocola este administrată de un primar și un consiliu local compus din 9 consilieri. Primarul, Vasile Birta[*], de la Partidul Social Democrat, este în funcție din octombrie 2020. Începând cu alegerile locale din 2024, consiliul local are următoarea componență pe partide politice:
|  | Partid                    | Consilieri | Componența Consiliului | Componența Consiliului | Componența Consiliului | Componența Consiliului |
|  | ------------------------- | ---------- | ---------------------- | ---------------------- | ---------------------- | ---------------------- |
|  | Partidul Național Liberal | 4          |                        |                        |                        |                        |
|  | Partidul Social Democrat  | 4          |                        |                        |                        |                        |
|  | Forța Dreptei             | 1          |                        |                        |                        |                        |

## Atracții turistice
- Așezarea neolitică „Piatra Petranilor” de la Petrani (sit arheologic)[7]